# Kanton Nîmes-1
Kanton Nîmes-1 is een kanton van het Franse departement Gard. Het kanton maakt deel uit van het arrondissement Nîmes.

## Gemeenten
Het kanton Nîmes-1 omvat enkel een deel van de gemeente Nîmes.
Tot 2014 waren dat de wijken:
- La Placette
- Les Hauts-de-Nîmes
- Quartier d'Espagne
- Montaury
- Allées Jean Jaurès
- Route de Sauve
- Castanet
- Vacquerolles
- Villeverte
- La Cigale
- Carémeau
- L'Eau Bouillie
- Le Saut-du-Lièvre
- Carreau de Lanes

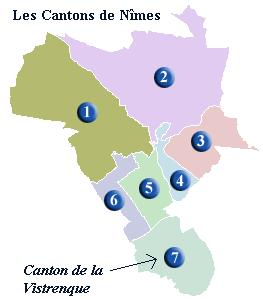
kantonindeling tot 2014

Bij de herindeling van de kantons door het decreet van 24 februari 2014, met uitwerking op 22 maart 2015, werden de grenzen van de kantons binnen de gemeente gewijzigd. Sindsdien omvat het kanton een noordwestelijk deel van Nîmes.